# Дум дум (албум)
Дум дум је шести студијски албум српског рок бенда Екатарина Велика. Албум одражава политичку и општу друштвену климу у Југославији на почетку 90-их и сматра се најмрачнијим албумом ове групе. 

## Песме
(Музика и текстови Милан Младеновић, аранжмани ЕКВ)
1. „Дум дум“ - 3:36
2. „Сигуран“ - 4:44
3. „Одговор“ - 4:26
4. „Караван“ - 3:57
5. „Идемо“ - 4:05
6. „Забрањујем“ - 3:56
7. „Глад“ - 3:27
8. „Бледо“ - 4:18
9. „Хладан“ - 3:01
10. - 4:16

## Музичари
- Милан Младеновић – гитара, глас
- Маргита Стефановић - клавир, клавијатуре
- Бата Божанић - бас-гитара
- Душан Петровић - бас-гитара
- Марко Миливојевић - бубњеви

### Гости
- Митар Суботић - Суба - справе
- Тања Јовићевић - пратећи вокали